# Benjamín Galindo
Benjamín Galindo Marentes (* 11. Dezember 1960 in Tierra Blanca, Zacatecas) ist ein ehemaliger mexikanischer Fußballspieler und jetziger Fußballtrainer. Er agierte meistens im offensiven Mittelfeld und war auch unter seinem Spitznamen El Maestro (der Meister) bekannt.

## Leben

### Spieler
Benjamín Galindo gab sein Debüt in der Primera División, der höchsten Spielklasse des mexikanischen Vereinsfußballs, am 30. September 1979 für den Tampico-Madero FC. 1986 wechselte er zu Mexikos populärsten Verein Chivas Guadalajara, mit dem er auf Anhieb die Meisterschaft gewann und bei dem er bis zur Saison 1994/95 unter Vertrag blieb.
In der zweiten Hälfte der 1990er Jahre wechselte Galindo seine Arbeitgeber relativ häufig und gewann mit verschiedenen Vereinen mehrere Meistertitel. Seine aktive Karriere beendete er 2001 im Alter von 40 Jahren aber wieder beim Club Deportivo Guadalajara, für den er in der Saison 2004/05 auch als Trainer tätig war.
Sein Länderspieldebüt gab „el Maestro“ am 15. März 1983 gegen Costa Rica (1:0), war danach aber lange Zeit nicht mehr nominiert worden und verpasste daher auch die im eigenen Land ausgetragene WM 1986. Bei der acht Jahre später ausgetragenen WM 1994 in den benachbarten USA gehörte Galindo dann aber zum WM-Kader der mexikanischen Nationalmannschaft und kam zweimal zum Einsatz: eine Halbzeit im Vorrundengruppenspiel gegen Norwegen (0:1) und in voller Länge im Achtelfinale gegen Bulgarien, das 1:1 endete und bei dem die Mexikaner – wie so häufig – im anschließenden Elfmeterschießen verloren. Insgesamt kam Galindo auf 65 Länderspieleinsätze, bei denen ihm 21 Treffer gelangen.

### Trainer
Im Sommer 2004 übernahm er das Amt des Cheftrainers bei seinem Exverein Chivas Guadalajara und übte es bis Ende 2005 aus. Anschließend war er auch für dessen Stadtrivalen Atlas sowie seine anderen Exvereine Cruz Azul und Santos Laguna tätig. Mit dem letztgenannten Verein gewann er in der Clausura 2012 erstmals als Trainer die mexikanische Fußballmeisterschaft. 2013 war er noch einmal als Cheftrainer bei Chivas im Einsatz. 2016 trainierte er den Corinthians FC of San Antonio und anschließend arbeitete er als Assistenztrainer bei Santos Laguna und San José Earthquakes.

## Erfolge

### Als Spieler
- Mexikanischer Meister (4): 1986/87 (mit Chivas Guadalajara), Winter 1996/97 (mit Santos Laguna), Winter 1997/98 (mit Cruz Azul), Winter 1999/00 (mit Pachuca).

### Als Trainer
- Mexikanischer Meister: Clausura 2012 (mit Santos Laguna)